# Iljko

Iljko ili Inoslav se smatra da je bio knez Primorske Hrvatske od 876. do 878. godine.

## Pregled
Nakon smrti kneza Domagoja, 876. godine, naslijedili su ga njegovi sinovi, a jedino se, prema nekim povjesničarima, zna ime najstarijeg sina Inoslava.
Drugi povjesničari smatraju kako je riječ o navodnom vladaru koji je stvoren kao plod krivog tumačenja latinskoga teksta u Kratkoj Dandolovoj kronici. U tekstu se govori o hrvatskim napadima na naselja na zapadnoj istarskoj obali te o pomorskom sukobu s duždom Ursom Patricijakom (876.). U tim je događajima prema Kronici sudjelovao „Yllicus Sclavoniae princeps”.
Godine 878. na vlast došao Zdeslav iz roda Trpimirovića, a svoje je protivnike prognao.